# Svezia ai Giochi olimpici
La Svezia ha partecipato per la prima volta ai Giochi olimpici nel 1896.
Gli atleti svedesi hanno vinto un totale di 503 medaglie ai Giochi olimpici estivi e 158 ai Giochi olimpici invernali.
Il Comitato olimpico svedese fu creato e riconosciuto nel 1913.

## Medaglieri

### Medaglie ai giochi estivi
| Giochi                           | Oro                | Argento            | Bronzo             | Totale             |
| -------------------------------- | ------------------ | ------------------ | ------------------ | ------------------ |
| Atene 1896                       | 0                  | 0                  | 0                  | 0                  |
| Parigi 1900                      | 0                  | 0                  | 1                  | 1                  |
| St. Louis 1904                   | non ha partecipato | non ha partecipato | non ha partecipato | non ha partecipato |
| Londra 1908                      | 8                  | 6                  | 11                 | 25                 |
| Stoccolma 1912 (paese ospitante) | 24                 | 24                 | 17                 | 65                 |
| Anversa 1920                     | 19                 | 20                 | 25                 | 64                 |
| Parigi 1924                      | 4                  | 13                 | 12                 | 29                 |
| Amsterdam 1928                   | 7                  | 6                  | 12                 | 25                 |
| Los Angeles 1932                 | 9                  | 5                  | 9                  | 23                 |
| Berlino 1936                     | 6                  | 5                  | 9                  | 20                 |
| Londra 1948                      | 16                 | 11                 | 17                 | 44                 |
| Helsinki 1952                    | 12                 | 13                 | 10                 | 35                 |
| Melbourne 1956                   | 8                  | 5                  | 6                  | 19                 |
| Roma 1960                        | 1                  | 2                  | 3                  | 6                  |
| Tokyo 1964                       | 2                  | 2                  | 4                  | 8                  |
| Città del Messico 1968           | 2                  | 1                  | 1                  | 4                  |
| Monaco 1972                      | 4                  | 6                  | 6                  | 16                 |
| Montreal 1976                    | 4                  | 1                  | 0                  | 5                  |
| Mosca 1980                       | 3                  | 3                  | 6                  | 12                 |
| Los Angeles 1984                 | 2                  | 11                 | 6                  | 19                 |
| Seoul 1988                       | 0                  | 4                  | 7                  | 11                 |
| Barcellona 1992                  | 1                  | 7                  | 4                  | 12                 |
| Atlanta 1996                     | 2                  | 4                  | 2                  | 8                  |
| Sydney 2000                      | 4                  | 5                  | 3                  | 12                 |
| Atene 2004                       | 4                  | 2                  | 1                  | 7                  |
| Pechino 2008                     | 0                  | 4                  | 1                  | 5                  |
| Londra 2012                      | 1                  | 4                  | 3                  | 8                  |
| Rio de Janeiro 2016              | 2                  | 6                  | 3                  | 11                 |
| Tokyo 2020                       | 3                  | 6                  | 0                  | 9                  |
| Totale                           | 148                | 176                | 179                | 503                |

### Olimpiadi invernali
| Giochi                      | Oro | Argento | Bronzo | Totale |
| --------------------------- | --- | ------- | ------ | ------ |
| Chamonix 1924               | 1   | 1       | 0      | 2      |
| St. Moritz 1928             | 2   | 2       | 1      | 5      |
| Lake Placid 1932            | 1   | 2       | 0      | 3      |
| Garmisch-Partenkirchen 1936 | 2   | 2       | 3      | 7      |
| St. Moritz 1948             | 4   | 3       | 3      | 7      |
| Oslo 1952                   | 0   | 0       | 4      | 4      |
| Cortina d'Ampezzo 1956      | 2   | 4       | 4      | 10     |
| Squaw Valley 1960           | 3   | 2       | 2      | 7      |
| Innsbruck 1964              | 3   | 3       | 1      | 7      |
| Grenoble 1968               | 3   | 2       | 3      | 8      |
| Sapporo 1972                | 1   | 1       | 2      | 4      |
| Innsbruck 1976              | 0   | 0       | 2      | 2      |
| Lake Placid 1980            | 3   | 0       | 1      | 4      |
| Sarajevo 1984               | 4   | 2       | 2      | 8      |
| Calgary 1988                | 4   | 0       | 2      | 6      |
| Albertville 1992            | 1   | 0       | 3      | 4      |
| Lillehammer 1994            | 2   | 1       | 0      | 3      |
| Nagano 1998                 | 0   | 2       | 1      | 3      |
| Salt Lake City 2002         | 0   | 2       | 5      | 7      |
| Torino 2006                 | 7   | 2       | 5      | 14     |
| Vancouver 2010              | 5   | 2       | 4      | 11     |
| Soci 2014                   | 2   | 7       | 6      | 15     |
| Pyeongchang 2018            | 7   | 6       | 1      | 14     |
| Pechino 2022                | 8   | 5       | 5      | 18     |
| Totale                      | 65  | 51      | 60     | 176    |

## Medaglie per disciplina

### Sport estivi[1]
| Sport              | Oro | Argento | Bronzo | Totale |
| ------------------ | --- | ------- | ------ | ------ |
| Lotta              | 28  | 27      | 31     | 86     |
| Atletica leggera   | 21  | 22      | 41     | 84     |
| Equitazione        | 18  | 13      | 14     | 45     |
| Tiro a segno       | 15  | 23      | 18     | 56     |
| Canoa/kayak        | 15  | 11      | 4      | 30     |
| Vela               | 10  | 14      | 13     | 37     |
| Nuoto              | 9   | 16      | 14     | 39     |
| Pentathlon moderno | 9   | 7       | 5      | 21     |
| Tuffi              | 6   | 8       | 7      | 21     |
| Ginnastica         | 5   | 2       | 1      | 8      |
| Ciclismo           | 4   | 5       | 8      | 17     |
| Scherma            | 2   | 3       | 2      | 7      |
| Calcio             | 1   | 2       | 2      | 5      |
| Tennis tavolo      | 1   | 1       | 1      | 3      |
| Tiro alla fune     | 1   | 1       | 0      | 2      |
| Pugilato           | 0   | 5       | 6      | 11     |
| Pallamano          | 0   | 4       | 0      | 4      |
| Tennis             | 0   | 3       | 5      | 8      |
| Tiro con l'arco    | 0   | 2       | 0      | 2      |
| Canottaggio        | 0   | 2       | 0      | 2      |
| Pallanuoto         | 0   | 1       | 2      | 3      |
| Golf               | 0   | 1       | 0      | 1      |
| Triathlon          | 0   | 1       | 0      | 1      |
| Sollevamento pesi  | 0   | 0       | 4      | 4      |
| Totale             | 145 | 174     | 178    | 497    |

### Sport invernali[1]
| Sport                   | Oro | Argento | Bronzo | Totale |
| ----------------------- | --- | ------- | ------ | ------ |
| Sci di fondo            | 31  | 25      | 24     | 80     |
| Pattinaggio di velocità | 7   | 4       | 5      | 16     |
| Sci alpino              | 7   | 2       | 9      | 18     |
| Biathlon                | 5   | 3       | 6      | 14     |
| Pattinaggio di figura   | 5   | 3       | 2      | 10     |
| Curling                 | 3   | 3       | 2      | 8      |
| Hockey su ghiaccio      | 2   | 4       | 5      | 11     |
| Salto con gli sci       | 0   | 1       | 1      | 2      |
| Combinata nordica       | 0   | 1       | 1      | 2      |
| Freestyle               | 0   | 1       | 1      | 2      |
| Snowboard               | 0   | 1       | 0      | 1      |
| Totale*                 | 60  | 48      | 56     | 164    |